# اینا تومانیان
اینا تومانیان (ارمنی: Իննա Թումանյան؛ زاده ۱۰ سپتامبر ۱۹۲۹ – درگذشته ۱۰ ژانویهٔ ۲۰۰۵) کارگردان فیلم و فیلمنامه‌نویس ارمنی‌تبار اهل روسیه بود. 

## زندگی‌نامه
وی در ۱۰ سپتامبر ۱۹۲۹ در مسکو به دنیا آمد و از فارغ‌التحصیل شد.  وی در ۱۰ ژانویهٔ ۲۰۰۵ در سن ۷۵ سالگی در مسکو درگذشت و در گورستان ترویکوروفسکوی به خاک سپرده شده‌است

## یادداشت
1. ↑  Մոսկվայի պետական համալսարանի փիլիսոփայության ֆակուլտետ